# Johann Palisa
Johann Palisa (født 6. december 1848 i Troppau, død 2. maj 1925 i Wien) var en østrigsk astronom.
Palisa studerede i Wien, hvor han blev ansat ved observatoriet. 1872—80 var han direktør for observatoriet i Pola og blev 1880 ansat ved observatoriet 
i Wien. I 1909 blev Palisa vicedirektør for observatoriet i Wien, fra hvilken stilling han afgik 1919. Han har især vundet sig et navn som opdager af asteroider. I Pola fandt han 28, den første blev fundet 18. marts 1874, og derefter yderligere omtrent 100.  I fagtidsskrifter har han publiceret talrige observationer af planeter og kometer. Af hans stjernekort er udkommet 4 blade: Sternkarte nach Beobachtungen von 1878 bis . . .. Sammen med Bidschof har Palisa publiceret: Katalog von 1238 Sternen (1899), og sammen med Wolf påbegyndte han i 1908 udgivelsen af Photographische Sternkarte, hvoraf er udkommet 200 blade, hvert omfattende 50 kvadratgrader. Desuden har han offentliggjort Sternlexicon von —1° bis + 19° Declination (1902) og Katalog von 3458 Sternen (1906).